# Paul Gregory (squash)
Pour les articles homonymes, voir Gregory.
Paul Gregory, en Grèce Pávlos Grigorópoulos (grec moderne : Παύλος Γρηγορόπουλος), né le 2 juillet 1968 à Londres, est un joueur professionnel de squash représentant l'Angleterre puis la Grèce. Il atteint en mai 1996 la onzième place mondiale sur le circuit international, son meilleur classement. Il est champion d'Europe par équipes avec l'Angleterre en 1989 et en 1991 et à partir de 1996, il représente la Grèce sous le nom de Grígorópoulos.

## Palmarès

### Titres
- Championnats de Grèce : 4 titres (1996-1999)
- Championnats britanniques de squash : 1991
- Championnats d'Europe par équipes : 2 titres (1989, 1991)

### Finales
- Heliopolis Open : 1995